# Processo di Bergen-Belsen

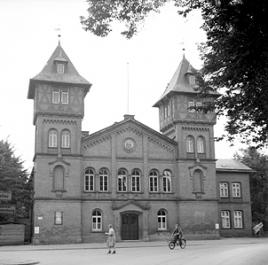
Il luogo del processo di Bergen-Belsen

Il processo di Bergen-Belsen è stato uno dei numerosi processi che le forze di occupazione alleate hanno condotto contro funzionari ed ex funzionari della Germania nazista dopo la fine della seconda guerra mondiale. Il processo ebbe luogo a Luneburgo in Bassa Sassonia nel 1945 e gli imputati erano uomini e donne delle SS, nonché funzionari e funzionarie prigionieri e prigioniere che avevano lavorato nei vari campi di concentramento, in particolare ad Auschwitz e Bergen-Belsen.
Il processo ha suscitato un notevole interesse in tutto il mondo, dato che il pubblico ha sentito, per la prima volta, in prima persona, le dichiarazioni di alcuni dei e delle responsabili degli omicidi di massa nei campi di sterminio orientali. Alcuni studi successivi sono indicati anche come studi Belsen.

## Primo processo

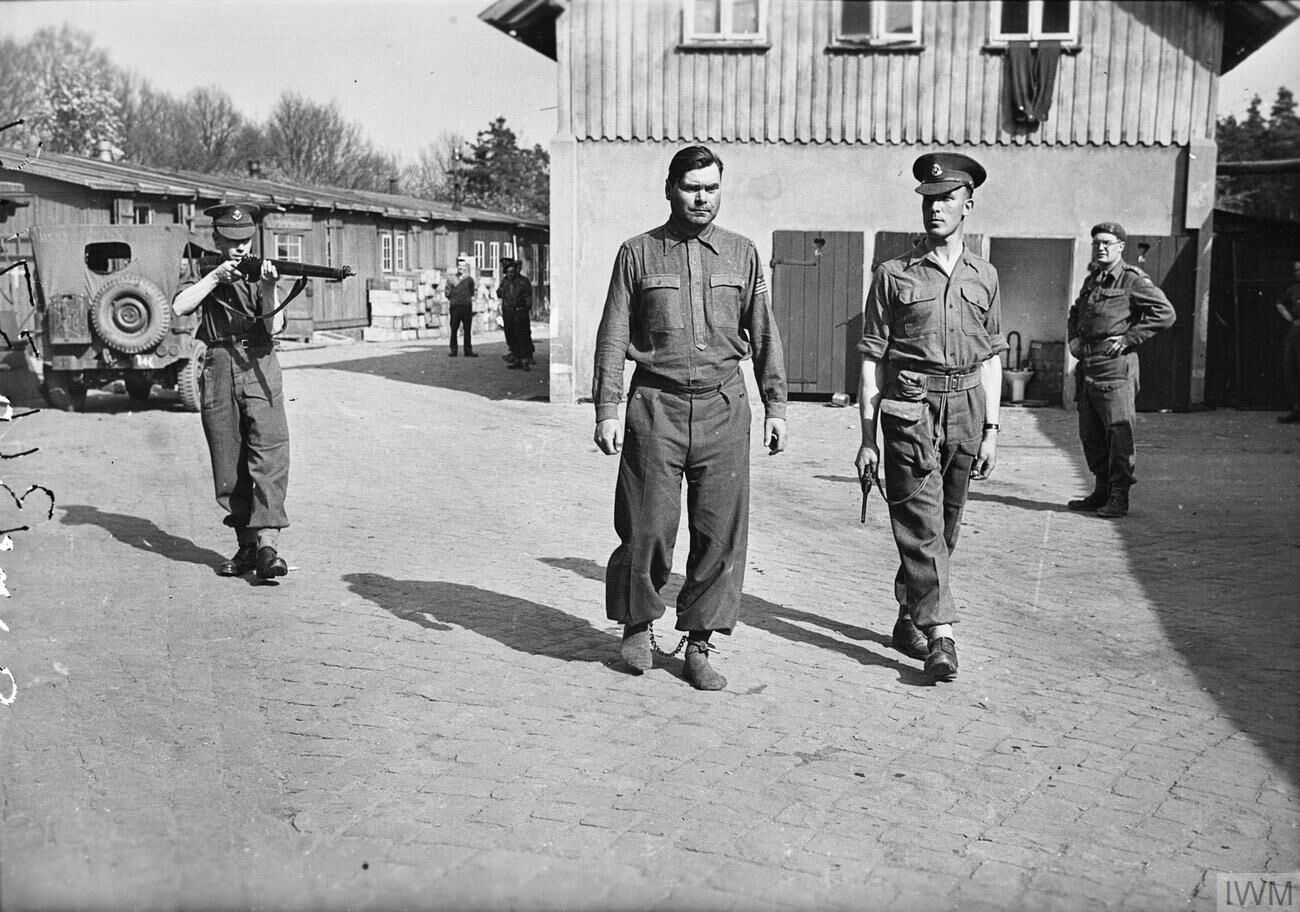
Josef Kramer, fotografato con i ferri alle gambe a Belsen prima di essere portato nella gabbia dei prigionieri di guerra a Celle, 17 aprile 1945

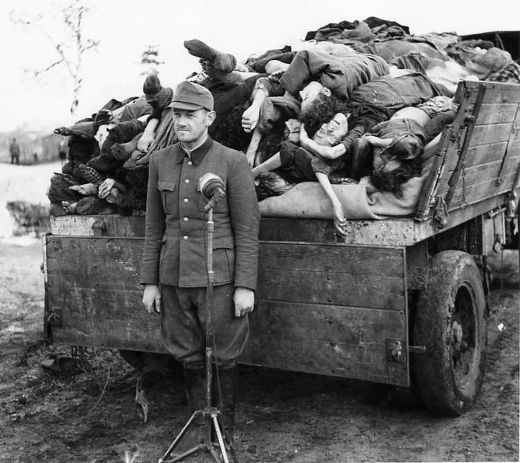
Franz Hössler a Bergen-Belsen

Ufficialmente chiamato "processo a Josef Kramer e altri 44", il processo iniziò in una palestra di Luneburgo il 17 settembre 1945. Gli imputati erano 45 ex SS uomini, donne e kapo dei campi di concentramento di Bergen-Belsen e Auschwitz.
Josef Kramer era stato il comandante del campo di Bergen-Belsen e prima ancora di Auschwitz. Degli altri imputati, dodici erano kapo, sedici membri SS donne e sedici membri SS maschi. Sebbene le SS fossero un'organizzazione completamente maschile, le donne potevano arruolarsi come membri della SS-Gefolge. Un funzionario prigioniero, Ladisław Gura, che era anche un membro delle SS in arresto, dopo l'inizio del processo è stato giudicato troppo malato per essere processato. Altri tre erano stati esclusi dall'elenco degli imputati per lo stesso motivo prima dell'inizio del processo. Tre membri delle SS erano stati uccisi mentre cercavano di fuggire dopo che gli inglesi avevano preso il controllo del campo e uno si era suicidato. Su un totale di 77 arrestati dagli inglesi ad aprile, altri diciassette erano morti di tifo entro il 1º giugno 1945.
Accanto a Kramer, gli imputati di più alto profilo erano Fritz Klein, che era stato il medico del campo a Belsen, e Franz Hössler, vice comandante del campo. Elisabeth Volkenrath era stata Oberaufseherin (direttore capo o sovrintendente alla guardia) ad Auschwitz, prima di arrivare a Belsen. Molti degli imputati erano arrivati a Bergen-Belsen solo dopo il febbraio 1945, alcuni addirittura due giorni prima della liberazione del campo. La maggior parte di loro, prima di allora, era stata attiva con funzioni simili in altri campi di concentramento.
Il processo si svolse davanti a un tribunale militare britannico. I giudici erano il maggiore generale H.M.P. Berney-Ficklin (presidente), il brigadiere A. de L. Casonove, il colonnello G.J. Richards, il tenente colonnello R.B. Moriush e il tenente colonnello R. McLay. C.L. Stirling era il pubblico ministero. Il colonnello T.M. Backhouse, il maggiore H.G. Murton-Neale, il capitano S.M. Stewart e il tenente colonnello L.J. Genn erano gli avvocati dell'accusa. Gli avvocati per la difesa erano anche membri dell'esercito britannico - nel caso dei cinque imputati polacchi un ufficiale polacco, il tenente Jedrezejowicz.
Trattandosi di un tribunale militare, si basava giuridicamente sul Regulations for the Trial of War Criminals made under Royal Warrant del 14 giugno 1945. Tutte le accuse relative al diritto internazionale si applicavano nel momento in cui i crimini sono stati commessi, quindi questo non era un caso di giustizia retroattiva. A causa della natura del tribunale, le uniche accuse che potevano essere mosse erano per crimini di guerra e per crimini contro i cittadini dei Paesi alleati. I crimini contro l'umanità ed i crimini contro la pace, che hanno caratterizzato i successivi processi di Norimberga, non erano tra le accuse a Luneburgo.

### Accuse
Le accuse ufficiali erano raggruppate in crimini commessi ad Auschwitz e Belsen ed erano le seguenti:
e
Tutti gli imputati e le imputate si sono dichiarati e dichiarate non colpevoli.

### Il processo

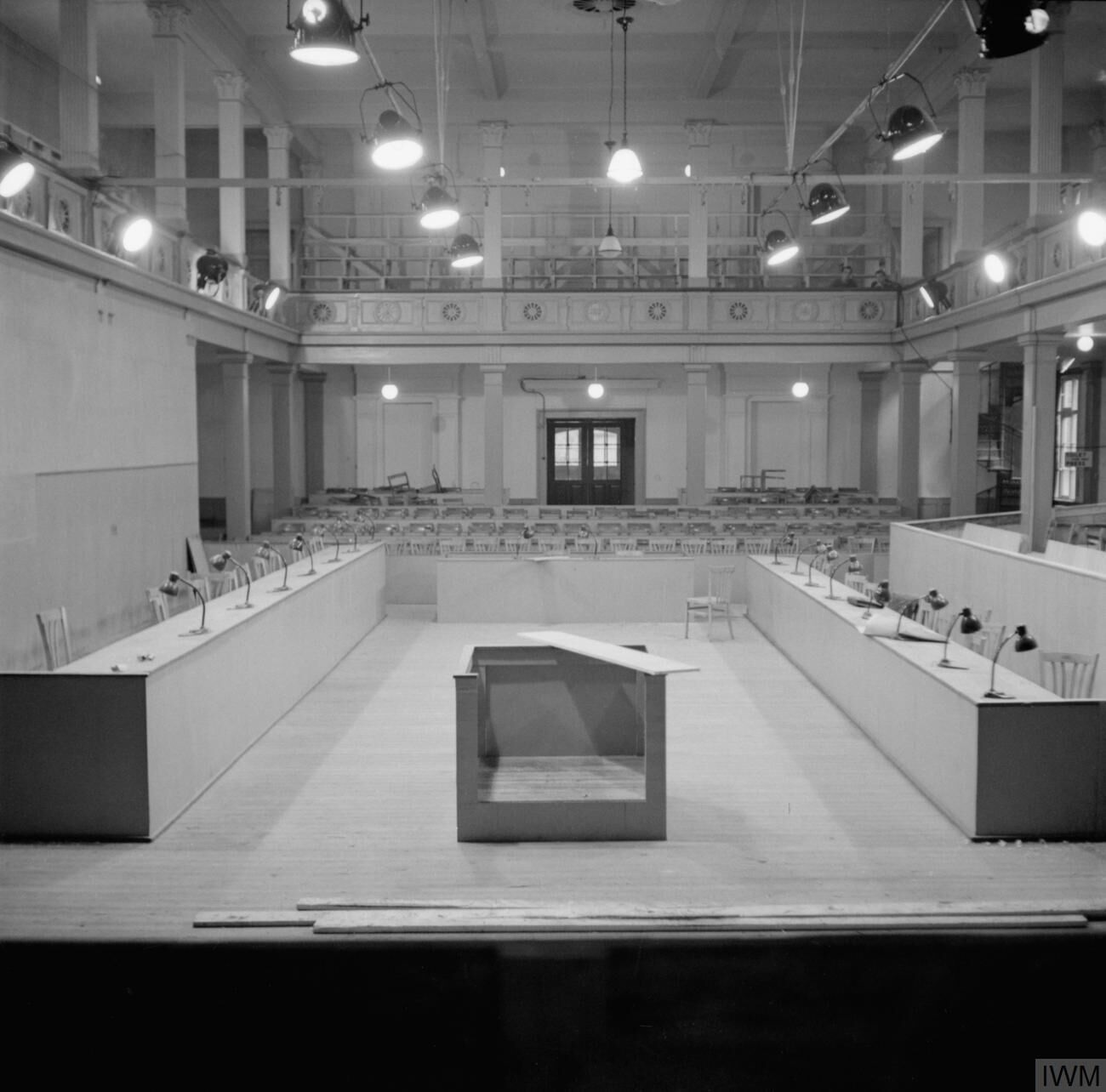
L'interno dell'aula dieci giorni prima dell'inizio del processo

Il processo è durato 54 giorni in tribunale. È iniziato il 17 settembre con l'atto d'accusa e il discorso di apertura dell'accusa. Il brigadiere Glyn Hughes è stato il primo testimone dell'accusa il 18 e 19 settembre.
Il 20 settembre, l'esercito britannico ha proiettato un film sulle condizioni di Belsen subito dopo la liberazione. Il 21 settembre, la corte ha visitato Bergen-Belsen. Le prove per la difesa sono iniziate l'8 ottobre con il discorso di apertura per l'imputato Kramer, che ha anche testimoniato. I discorsi conclusivi sono stati pronunciati dal 7 al 12 novembre, seguiti dagli argomenti conclusivi dell'accusa il 13 novembre. La sentenza avvenne quattro giorni dopo, il 17 novembre 1945.
Poiché il processo è stato condotto in lingua inglese, erano necessarie le traduzioni in tedesco e polacco. Questo è stato uno dei fattori che ha prolungato il processo, che inizialmente avrebbe dovuto durare da due a quattro settimane. In retrospettiva, l'accusa è stata criticata come frettolosa e mal preparata. Nessuna delle guardie delle SS uomini e SS donne che erano fuggiti e fuggite dal campo dopo il cessate il fuoco del 13 aprile era stata perquisita. Invece di testimonianze oculari, in alcuni casi, al processo erano disponibili solo affidavit. Alcuni testimoni e alcune testimoni si sono contraddetti e contraddette al controinterrogatorio, altri e altre non hanno identificato gli imputati come gli autori dei reati in questione. Un ex detenuto, Oskar Schmitz, è stato erroneamente accusato di essere un SS e non ha avuto la possibilità di chiarire le cose prima dell'inizio del processo.
La difesa ha sostenuto che l'arresto degli imputati e delle imputate era stato illegale in quanto contravveniva alla promessa di ritiro gratuito contenuta nell'accordo di cessate il fuoco. Tuttavia, la formulazione su questo punto era chiara solo per i membri della Wehrmacht a Belsen. Inoltre, secondo l'accusa, l'incendio dei fascicoli del campo da parte delle SS e la sparatoria del 15 aprile, avevano annullato l'accordo. In effetti, la sezione pertinente dell'accordo di cessate il fuoco recitava:
Il 17 novembre il tribunale ha condannato a morte per impiccagione undici degli imputati e delle imputate. Altri e altre diciotto sono stati e state giudicati colpevoli e condannati e condannate a pene detentive da uno a 15 anni. Un imputato, Erich Zoddel, fu condannato all'ergastolo, ma era stato condannato a morte in un processo militare separato nell'agosto 1945 per aver ucciso una prigioniera dopo la liberazione e fu giustiziato. Nessuno dei condannati e delle condannate è stato giudicato colpevole solo di "cospirazione", di lavorare all'interno del sistema dei campi di concentramento, ma tutti sono stati e state piuttosto condannati e condannate per i crimini commessi individualmente. Quattordici imputati ed imputate sono stati assolti ed assolte (l'imputato finale era troppo malato per essere processato). A causa di richieste di clemenza e appelli, molte pene detentive sono state infine notevolmente ridotte. A metà del 1955 tutti i condannati e le condannate al carcere erano stati rilasciati e rilasciate.

## Imputati e sentenze

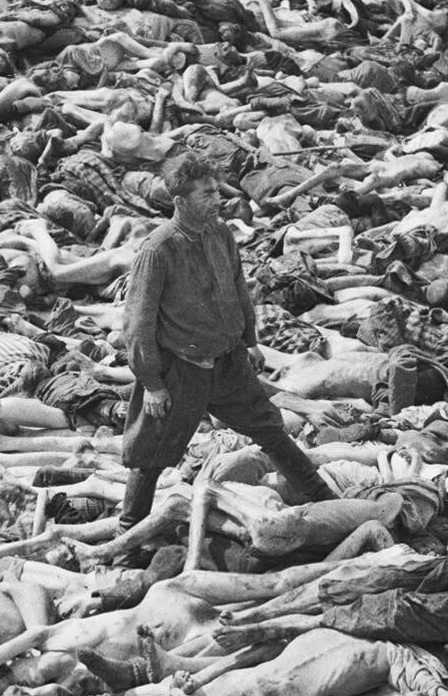
Fritz Klein circondato dai cadaveri. L'esercito britannico che liberò Bergen-Belsen costrinse il personale del campo tedesco a seppellire i cadaveri dei prigionieri.

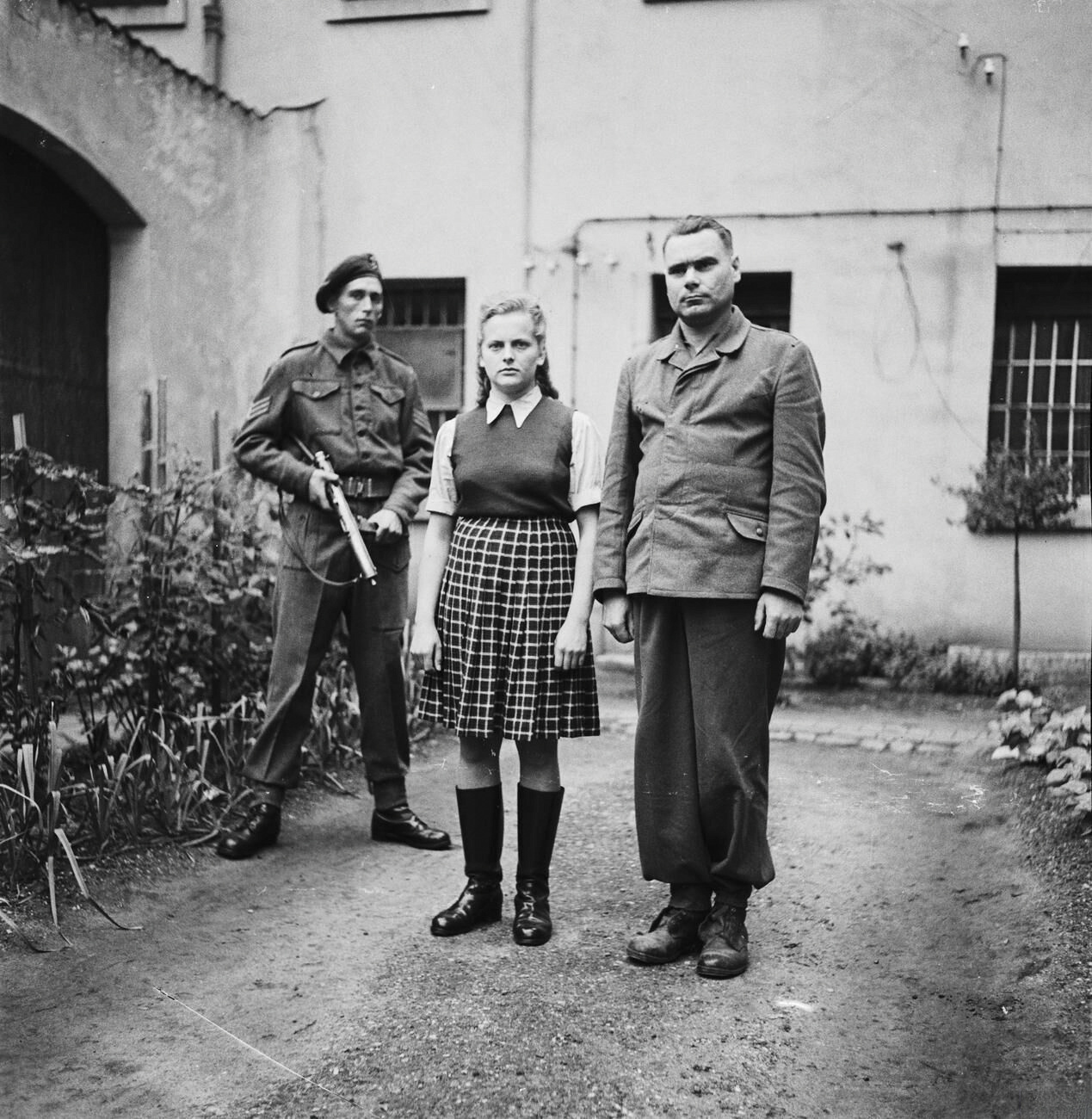
Irma Grese e Josef Kramer nel cortile del carcere nell'agosto 1945.

### Elenco degli imputati SS
| Nome                     | Fotografia | Accusa di crimine        | Sentenza                                |
| ------------------------ | ---------- | ------------------------ | --------------------------------------- |
| Josef Kramer             |            | Auschwitz, Bergen-Belsen | Morte, giustiziato il 13 dicembre 1945  |
| Fritz Klein              |            | Auschwitz, Bergen-Belsen | Morte, giustiziato il 13 dicembre 1945  |
| Peter Weingärtner        |            | Auschwitz, Bergen-Belsen | Morte, giustiziato il 13 dicembre 1945  |
| Franz Hössler            |            | Auschwitz                | Morte, giustiziato il 13 dicembre 1945  |
| Karl Francioh            |            | Bergen-Belsen            | Morte, giustiziato il 13 dicembre 1945  |
| Ansgar Pichen            |            | Bergen-Belsen            | Morte, giustiziato il 13 dicembre 1945  |
| Franz Stofel (or Stärfl) |            | Bergen-Belsen            | Morte, giustiziato il 13 dicembre 1945  |
| Wilhelm Dörr             |            | Bergen-Belsen            | Morte, giustiziato il 13 dicembre 1945  |
| Irma Grese               |            | Auschwitz, Bergen-Belsen | Morte, giustiziato il 13 dicembre 1945  |
| Elisabeth Volkenrath     |            | Auschwitz, Bergen-Belsen | Morte, giustiziato il 13 dicembre 1945  |
| Johanna Bormann          |            | Auschwitz, Bergen-Belsen | Morte, giustiziato il 13 dicembre 1945  |
| Otto Kulessa             |            | Bergen-Belsen            | 15 anni, rilasciato il 7 maggio 1955    |
| Heinrich Schreirer       |            | Auschwitz                | 15 anni, rilasciato il 3 settembre 1950 |
| Hertha Ehlert            |            | Bergen-Belsen            | 15 anni, rilasciato il 7 maggio 1953    |
| Ilse Förster             |            | Bergen-Belsen            | 10 anni, rilasciato il 21 dicembre 1951 |
| Hertha Bothe             |            | Bergen-Belsen            | 10 anni, rilasciato il 21 dicembre 1951 |
| Irene Haschke            |            | Bergen-Belsen            | 10 anni, rilasciato il 21 dicembre 1951 |
| Gertrud Sauer            |            | Bergen-Belsen            | 10 anni, rilasciato il 21 dicembre 1951 |
| Anna Hempel              |            | Bergen-Belsen            | 10 anni, rilasciato il 21 aprile 1951   |
| Gertrud Feist            |            | Bergen-Belsen            | 5 anni, rilasciato il 11 agosto 1949    |
| Frieda Walter            |            | Bergen-Belsen            | 3 anni, rilasciato il 16 novembre 1948  |
| Hilde Lisiewicz          |            | Bergen-Belsen            | 1 anni, rilasciato il 16 novembre 1946  |
| Georg Krafft             |            |                          | Assolto                                 |
| Josef Klippel            |            |                          | Assolto                                 |
| Fritz Mathes             |            |                          | Assolto                                 |
| Karl Egersdörfer         |            |                          | Assolto                                 |
| Walter Otto              |            |                          | Assolto                                 |
| Erich Barsch             |            |                          | Assolto                                 |
| Ida Förster              |            |                          | Assolto                                 |
| Klara Opitz              |            |                          | Assolto                                 |
| Charlotte Klein          |            |                          | Assolto                                 |
| Hildegard Hähnel         |            |                          | Assolto                                 |

Non in grado di sostenere un processo per malattia: Nikolaus Jänner, Paul Steinmetz, Walter Melcher, Ladisław Gura (che era sia un membro delle SS sia un funzionario carcerario).

### Elenco degli imputati funzionari detenuti
| Nome                 | Fotografia | Accusa di crimine        | Sentenza                                                                              |
| -------------------- | ---------- | ------------------------ | ------------------------------------------------------------------------------------- |
| Erich Zoddel         |            | Bergen-Belsen            | Ergastolo, ma condannato in un altro processo militare nell'agosto 1945 e giustiziato |
| Wladisław Ostrowski  |            | Bergen-Belsen            | 15 anni, rilasciato il 1955                                                           |
| Helena Kopper        |            | Bergen-Belsen            | 15 anni, rilasciato il 1952                                                           |
| Hilde Lohbauer       |            | Auschwitz, Bergen-Belsen | 10 anni, rilasciato il 1950                                                           |
| Antoni Aurdzig       |            | Bergen-Belsen            | 10 anni, rilasciato il 1952                                                           |
| Johanne Roth         |            | Bergen-Belsen            | 10 anni, rilasciato il 1950                                                           |
| Stanisława Starostka |            | Auschwitz                | 10 anni, rilasciato il 1950                                                           |
| Medislaw Burgraf     |            | Bergen-Belsen            | 5 anni, rilasciato il 1949                                                            |
| Ilse Lothe           |            | Bergen-Belsen            | Assolto                                                                               |
| Oskar Schmitz        |            | Bergen-Belsen            | Assolto                                                                               |
| Ignatz Schlomowicz   |            | Bergen-Belsen            | Assolto                                                                               |
| Anton Polanski       |            | Bergen-Belsen            | Assolto                                                                               |
| Ladisław Gura        |            | Bergen-Belsen            | Impossibilitato ad assistere al processo                                              |

## Reazione pubblica
Il processo Belsen ha suscitato un notevole interesse da parte dei media nazionali e internazionali. Significativamente più di 100 rappresentanti dei media hanno riferito a lungo sui progressi del processo.
Attraverso di loro, il mondo ha appreso non solo delle migliaia di morti per fame e malattie a Belsen, comunicate con particolare forza dal film e dalle prove fotografiche prodotte dall'esercito britannico. Forse ancora più importante, il processo Belsen è stata anche la prima volta che l'omicidio di massa organizzato ad Auschwitz Birkenau ha ricevuto una messa in onda pubblica, con alcuni dei responsabili che descrivono il processo di selezione, l'uso delle camere a gas e dei crematori. In Gran Bretagna il processo è stato visto per lo più positivamente, come un trionfo dello Stato di diritto, data l'equità e la meticolosità con cui era stato condotto: in alcuni altri Paesi, in particolare in Unione Sovietica e in Francia, i verdetti sono stati criticati come troppo miti; anche molti dei sopravvissuti la pensavano così.

## Esecuzioni
Tutte le esecuzioni furono eseguite il 13 dicembre 1945 mediante impiccagione nel carcere di Hamelin. Il boia fu Albert Pierrepoint, aiutato da un assistente.

## Secondo processo
Un secondo processo di Bergen-Belsen fu condotto a Luneburgo dal 13 al 18 giugno 1946 da un tribunale militare britannico. Sotto processo fu Kazimierz Cegielski, cittadino polacco ed ex prigioniero a Bergen-Belsen che, secondo la sua testimonianza, era arrivato nel marzo 1944. Conosciuto come "der Große (Big) Kazimierz" (per differenziarlo da un altro kapo con quel nome), è stato accusato di crudeltà e omicidio.
I kapo erano funzionari prigionieri selezionati dalle SS per supervisionare i loro compagni di prigionia. Selezionati per la loro volontà di essere brutali, furono inizialmente scelti dai ranghi dei prigionieri criminali. Successivamente furono scelti i prigionieri politici e più tardi ancora i prigionieri di altri gruppi.
Cegielski fu accusato di aver picchiato, e a volte ucciso, dei prigionieri malati e deboli con grossi bastoni o pali di legno. Mentre era a Bergen-Belsen, ebbe una relazione con un'altra prigioniera, Henny DeHaas, una donna ebrea di Amsterdam. Dopo la guerra, nel 1946, fu arrestato ad Amsterdam, apparentemente mentre era alla ricerca della DeHaas per poterla sposare. Fu condannato il 18 giugno 1946 a morte per impiccagione. Il giorno prima della sua esecuzione, ha affermato che il suo vero cognome era Rydzewski. Fu giustiziato nella prigione di Hameln alle 9:20 dell'11 ottobre 1946.